# Janko Matuška
Janko Matúška, né le 10 janvier 1821 à Dolný Kubín et mort le 11 janvier 1877  dans la même ville, est un poète et écrivain slovaque. 
Il est notamment l'auteur de l'hymne national de la Slovaquie, Nad Tatrou sa blýska (Sur les Tatras brille l'éclair).

## Œuvres

### Poésie
- 1844 - Nad Tatrou sa blýska
- Púchovská skala
- Svätý zákon
- Hrdoš
- Sokolíček plavý
- Preletel sokolík nad tichým Dunajom
- Slepý starec
- Po dolinách
- Vzdychy spod Lysice
- Kozia skala

### Prose
- Zhoda liptovská (nouvelle)

### Recueils
- 1921 - Janka Matúšku Zobrané spisy básnické
- 1971 - Piesne a báje, choix de poésie, prose et théâtre

### Théâtre
- 1846 - Siroty